# Raoul Savoy
Pour les articles homonymes, voir Savoy.
 (novembre 2017).
Si vous disposez d'ouvrages ou d'articles de référence ou si vous connaissez des sites web de qualité traitant du thème abordé ici, merci de compléter l'article en donnant les références utiles à sa vérifiabilité et en les liant à la section « Notes et références ».
Raoul Savoy, né le 18 mai 1973 à Sainte-Croix (Vaud), est un entraîneur de football hispano-suisse. 
Raoul Savoy parle couramment anglais, italien, français, espagnol et allemand. Il peut également comprendre la langue arabe.

## Biographie
Titulaire des diplômes d'entraîneur de l'UEFA, il commence sa carrière avec le club du Tonnerre Yaoundé au Cameroun de 2002 à 2003. Il est avec cette équipe vice-champion du Cameroun et finaliste de la Coupe de la CAF en 2002. Après cela, il passe plusieurs saisons au Maroc avec les clubs du COD Meknes, du SCC Mohammédia, et de l'IR Tanger (2003-2006).
Il dirige ensuite deux équipes nationales seniors, l'Éthiopie (2006-2007) et le Swaziland (2007-2008). Il revient ensuite au Maroc pour diriger le MC Oujda pendant deux saisons.
Il entraîne ensuite en Suisse, tout d'abord avec le Neuchâtel Xamax (2011-2012), puis le FC Sion (2013-2014).
En 2012 et 2013, il entraîne en Algérie les clubs du MC Oran et du MC El Eulma pour sauver ces deux clubs historiques de la relégation en deuxième division. - Il réussira brillamment les deux missions.
Il revient en Suisse entrainer l'équipe réserve du FC Sion (2013-2014) avec qui il sera classé second à l'issue de la saison.
Il est sélectionneur de l'équipe nationale de la République centrafricaine en 2014-2015.
Le 15 mai 2015, Raoul est nommé sélectionneur de l'équipe nationale de Gambie. Il démissionne de son poste en mars 2016.
En février 2017, il fait partie de la short-liste pour le poste de sélectionneur de l'équipe du Rwanda.
Au début de 2017, il fait son retour en tant que sélectionneur de l'équipe nationale de la République centrafricaine. Il quitte les Fauves du Bas Oubangui en octobre 2019 avec un bilan très positif et une progression significative au classement FIFA. Il aura entre-autres qualifié la Centrafrique directement pour la phase de poules des qualifications zone Afrique pour la Coupe du Monde FIFA Qatar 2022 et les laissera aux portes d'une qualification à la CAN 2019 en Égypte malgré un groupe très relevé (Guinée et Côte d'Ivoire). Durant ces deux mandats, Il aura significativement rajeuni et professionnalisé l'équipe nationale et reste invaincu à domicile avec les Fauves.
En septembre et octobre 2019, il fait partie de la short-liste puis des deux finalistes pour le poste de sélectionneur du Syli National de Guinée et du Mena du Niger.
En novembre 2019, il est sérieusement approché par deux clubs algériens de Ligue 1 Mobilis, ES Sétif et NAHD Hussein Dey.

## Carrière d'entraîneur
| Année     | Équipe                    |                           |                           |
| 2002–2003 | Tonnerre Yaoundé          | Tonnerre Yaoundé          | Tonnerre Yaoundé          |
| 2003–2005 | COD Meknes                | COD Meknes                | COD Meknes                |
| 2005–2006 | SCC Mohammédia            | SCC Mohammédia            | SCC Mohammédia            |
| 2006      | IR Tanger                 | IR Tanger                 | IR Tanger                 |
| 2006–2007 | Éthiopie                  | Éthiopie                  | Éthiopie                  |
| 2007–2008 | Swaziland                 | Swaziland                 | Swaziland                 |
| 2009–2011 | MC Oujda                  | MC Oujda                  | MC Oujda                  |
| 2011–2012 | Neuchâtel Xamax           | Neuchâtel Xamax           | Neuchâtel Xamax           |
| 2012      | MC Oran                   | MC Oran                   | MC Oran                   |
| 2013      | MC El Eulma               | MC El Eulma               | MC El Eulma               |
| 2013–2014 | FC Sion                   | FC Sion                   | FC Sion                   |
| 2014–2015 | République centrafricaine | République centrafricaine | République centrafricaine |
| 2015      | Gambie                    | Gambie                    | Gambie                    |
| 2017-2019 | République centrafricaine | République centrafricaine | République centrafricaine |
| 2021-2024 | République centrafricaine | République centrafricaine | République centrafricaine |